# Генріх Гондіус (картограф)
Генріх Гондіус (Hendrik Hondius der Jüngere), (1597 Амстердам — 16 серпня 1651) - нідерландський картограф і видавець. 

## Біографія
Батько - нідерландський картограф і видавець Йодокус Гондіус (1563–1612). Сестра  Єлизавета була одружена (1612-1627 рр.) за  Йоганном Янсоніусом. В 1633 р. він укладає партнерський договір з Йоганном Янсоніусом. Паралельно з Яном Віллемом Блау (1596—1673) починають видавати атласи Меркатора-Гондіуса.

## Карти України
1630 р.  Карта світу «Nova Totius Terrarum Orbis Geographica ac Hydrographica Tabula» (латинь).  Українські землі розділені між Московією, Польщею та Османською імперією. На карті позначено м. Київ.,
1631 р. Карта «Європа» (Europa Exactissime Descripta Actore Henrico Hondio 1631). Українські історико-географічні землі представлені Волинню (VOLYINIA), Поділлям (PODOLIA), Поліссям, Сіверщиною  (в складі Московії) та ін.Волинь та Поділля позначено як окремі державні утворення  на рівні з іншими країнами.,,